# Seth W. Brown

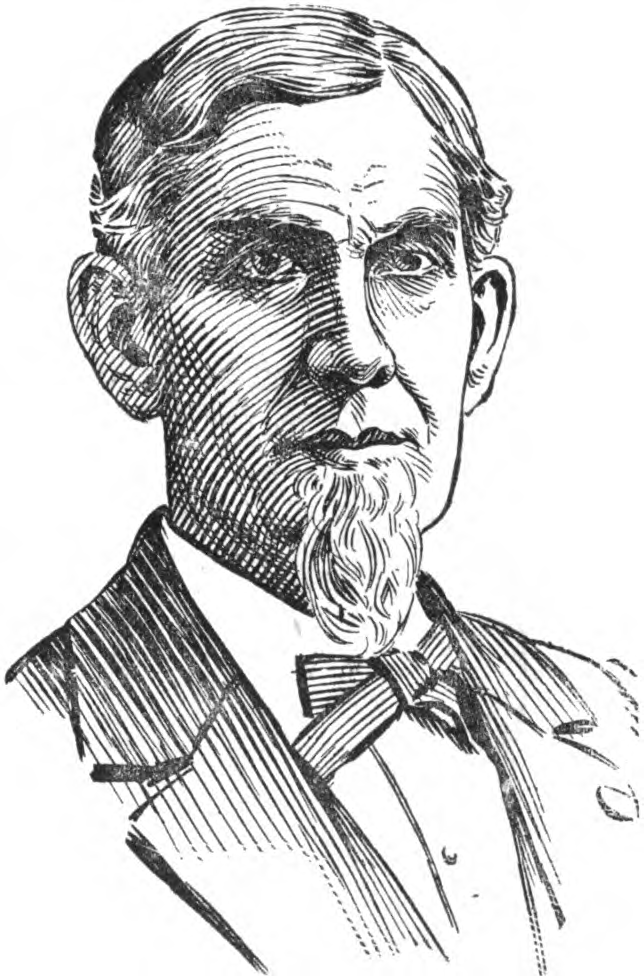
Seth W. Brown

Seth W. Brown (* 4. Januar 1841 bei Waynesville, Warren County, Ohio; † 24. Februar 1923 in Lebanon, Ohio) war ein US-amerikanischer Politiker. Zwischen 1897 und 1901 vertrat er den Bundesstaat Ohio im US-Repräsentantenhaus.

## Werdegang
Seth Brown besuchte die öffentlichen Schulen seiner Heimat. Während des Bürgerkrieges diente er in einer Infanterieeinheit aus Ohio, die zum Heer der Union gehörte. Danach war er für einige Zeit im Zeitungsgeschäft tätig. Nach einem Jurastudium und seiner 1873 erfolgten Zulassung als Rechtsanwalt begann er in Waynesville in diesem Beruf zu arbeiten. Zwischen 1880 und 1883 war er Staatsanwalt im dortigen Warren County. Politisch wurde er Mitglied der Republikanischen Partei. Von 1883 bis 1887 saß er als Abgeordneter im Repräsentantenhaus von Ohio.
Bei den Kongresswahlen des Jahres 1896 wurde Brown im sechsten Wahlbezirk von Ohio in das US-Repräsentantenhaus in Washington, D.C. gewählt, wo er am 4. März 1897 die Nachfolge von George W. Hulick antrat. Nach einer Wiederwahl konnte er bis zum 3. März 1901 zwei Legislaturperioden im Kongress absolvieren. In diese Zeit fiel der Spanisch-Amerikanische Krieg von 1898. Im Jahr 1900 wurde er von seiner Partei nicht mehr zur Wiederwahl nominiert.
Nach dem Ende seiner Zeit im US-Repräsentantenhaus praktizierte Seth Brown als Anwalt in Lebanon und Cincinnati. Außerdem verfasste er Abhandlungen über politische Themen. Er starb am 24. Februar 1923 in Lebanon.